# Markus Stein (Verleger)

Markus Stein um 1895

Markus Stein (* 3. November 1845 in Gabrielsdorf bei Kamenitz an der Linde/Böhmen; † 29. Mai 1935 in Wien) war ein österreichischer Lehrer, Schulbuchautor und Verleger jüdischer Herkunft. Seine Kinder waren der Verleger Richard (1871–1932), die Theosophin Paula verehel. Kemperling (1878–1952), die Verlagsangestellte Emma verehel. von Sax (1882–1969), die Malerin Helene verehel. Winger (1884–1945) sowie der Komponist und Musiktheoretiker Erwin (1885–1958). Die beiden Töchter Rosa (* 1874) und Anna (* 1876) starben bereits im ersten Lebensjahr.

## Leben

### Lehrer in Mähren
Markus Stein wurde als fünftes von sechs Kindern des jüdischen Landwirts Isaak Selig Stein (1808–1884) und dessen Frau Anna Lustig (1811–1848) geboren. Er ergriff den Beruf eines Volksschullehrers in der mährischen Kleinstadt Proßnitz und schrieb nebenbei als Autor für die Willomitzer’sche Sprachlehre, ein seinerzeit sehr verbreitetes und geschätztes Deutsch-Lehrbuch. Verlegt wurde das Werk beim Leipziger Verlag Julius Klinkhardt.

### Prokurist bei Manz in Wien
Klinkhardt schätzte die Sachkundigkeit seines Autors und zog ihn bei der Gründung einer Wiener Filiale zu Rate. 1876 eröffnete die Klinkhardt-Filiale in der Wiener Hegelgasse, am 1. Juni 1877 wurde Markus Stein zu ihrem Prokuristen berufen. Stein rät Klinkhardt schließlich auch zum Erwerb der 1849 von Friedrich Manz begründeten Manz’schen Verlags- und Universitätsbuchhandlung, der 1883 vonstattengeht – mit Markus Stein als Teilhaber. Die Forcierung der juristischen Verlagssparte geht ebenfalls auf Markus Stein zurück.

### Konversion und Assimilation
Am 24. September 1885 trat Markus Stein gemeinsam mit seiner Tochter Paula zur Evangelischen Kirche H. B. über. Sein Sohn Richard war ihm vorausgegangen, seine Frau Nanette (geb. Reik, 1845–1930) und seine Kinder Emma, Helene und Erwin konvertierten ca. ein Jahr später. Damit folgte die Familie Stein einem paradigmatischen Assimilations-Muster: 1867, im Jahr des „Ausgleichs“, hatte die Emanzipation der Juden begonnen; sie verfügten nun im Prinzip über die gleichen Bürger-, politischen und religiösen Rechte wie alle übrigen Bürger der Monarchie. Im Zuge der neu erworbenen Ansiedlungsfreiheit zogen viele Juden in die großen Städte, vor allem nach Wien. „Die Verstädterung bildet den springenden Punkt der demographischen Veränderung der jüdischen Bevölkerung der Doppelmonarchie im ausgehenden neunzehnten Jahrhundert.“ Ein Viertel der Wiener Judenheit war in Böhmen und Mähren geboren, 70 % der böhmischen Juden wiederum stammten – wie Markus Stein – aus Südböhmen. Die Juden dieser ersten in den 1850er bis 1870er Jahren erfolgten Einwanderungswelle galten – im Gegensatz zu den später zugezogenen „Ostjuden“ aus Polen, Galizien und der Bukowina – als „germanisiert“ und sehr am deutschen Kulturgut orientiert. Sie waren überdurchschnittlich oft im Bildungs- und Mediensektor sowie in den freien Berufen (Ärzte, Rechtsanwälte etc.) tätig und gelangten häufig zu Wohlstand und Einfluss.
Die Konversion ermöglichte zudem in vielen Fällen die endgültige Assimilation durch Heirat eines Ehepartners nicht-jüdischen Glaubens (Richard Stein etwa, Markus’ Sohn, heiratete die evangelische Leipzigerin Frieda Klinkhardt).

### Erwerb und Ausbau des Hauses Manz
In den folgenden Jahren emanzipierte Markus Stein sich mehr und mehr vom Leipziger Mutterhaus; 1902 war auch sein Sohn Richard als Leiter der im selben Jahr erbauten Druckerei in die Firma eingetreten. Die Differenzen zwischen den beiden Häusern endeten im Jahre 1910 mit dem Ausscheiden der Firma Klinkhardt aus dem Wiener Verlag. Zwei Jahre später beauftrage Markus Stein den damals durchaus nicht unumstrittenen Architekten Adolf Loos mit dem Bau eines repräsentativen Portals für den bereits 1892/93 errichteten Firmensitz am Wiener Kohlmarkt 20 (heute 16). Von Markus Stein, der als überaus gebildet, kunstsinnig und bedächtig beschrieben wird (siehe unten), stammt auch der – wohl von Schopenhauer oder dem Schopenhauerianer Carl Peters (1856–1918) beeinflusste – Wahlspruch des Hauses Manz „Alle Kraft ist Wille“. Unter der gemeinsamen Leitung von Markus und Richard Stein entwickelt sich Manz zum führenden rechtswissenschaftlichen Verlag der Monarchie und später der Republik. "Die Manz’sche Sammlung der österreichischen Gesetze steht vielleicht einzig in der Welt da. Die handlichen schwarzen Bände sind die steten Begleiter aller Juristen und Verwaltungsbeamten und haben fast überall die officiellen Gesetzesausgaben verdrängt."

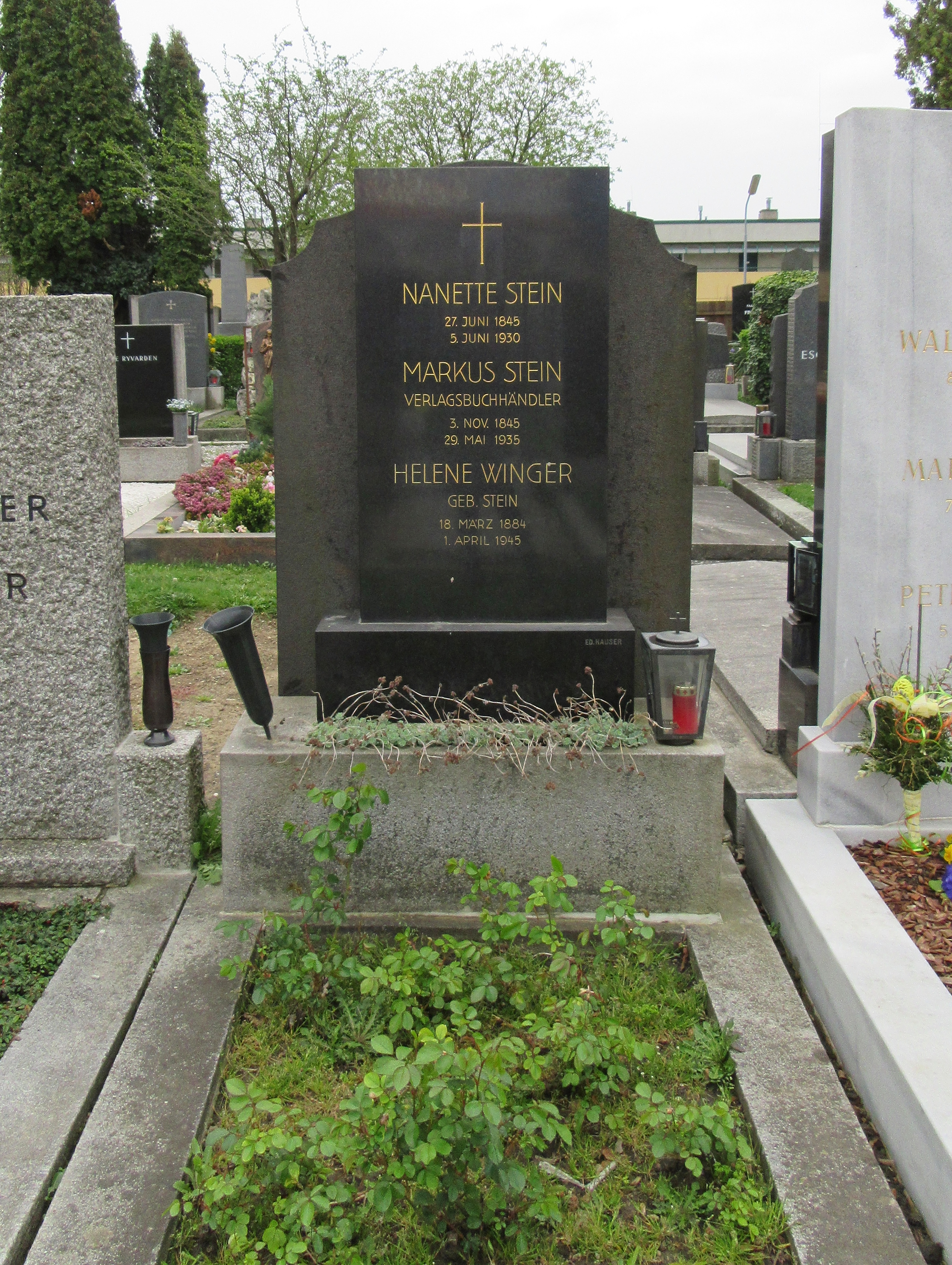
Grab von Markus Stein und seiner Familie auf dem Döblinger Friedhof

### Die letzten Jahre
Markus Stein wurde im Laufe seiner ebenso beispielhaften wie bemerkenswerten Karriere mit zahlreichen Auszeichnungen bedacht, darunter der Orden der Eisernen Krone III. Klasse und der Franz-Joseph-Orden. 1932 erlebte er – drei Jahre vor seinem eigenen – den Tod seines Sohnes Richard. Bei Markus Steins Tod war in der Parte der Verlagsmitarbeiter zu lesen: „Wir verlieren in dem Dahingegangenen unseren Seniorchef, der durch mehr als ein halbes Jahrhundert die Geschicke unseres Hauses mit rastloser Tatkraft und Hingabe geleitet hat. Sein unermüdlich vorwärtsstrebendes Wirken wird uns stets Vorbild in der Fortführung seines Lebenswerkes sein.“ Das Branchenblatt schrieb: „Der Verblichene war einer der bedeutendsten Buchhändler Österreichs, eine Zierde seines Standes; er genoß die Verehrung Aller, die mit ihm bekannt wurden.“
Markus Stein wurde im Familiengrab auf dem Döblinger Friedhof in Wien beigesetzt. Die Geschäfte übernahm nach seinem Tod sein Enkel Robert Stein (1899–1970). Der Verlag Manz befindet sich bis heute – in nunmehr fünfter Generation – im Besitz der Familie Stein.

## Über Markus Stein
Markus Steins Enkel Robert Stein schrieb anlässlich des 100-jährigen Firmenjubiläums: „Aus dem Lehrerstand hervorgegangen, war er von vielseitigem Wissen. Grillparzer war sein Lieblingsdichter. (...) Der Geist, der aus Grillparzers Dichtung zu uns spricht, war der Geist, den Markus Stein in seinen entscheidenden Bildungsjahren in sich aufgenommen hatte. (...) Ich glaube, daß Sinn für Schönheit und ernstes Streben einerseits, Ablehnung jeder leichtlebigen Hingabe an Impulse des Augenblickes schon damals charakteristische Züge seines Wesens waren. Kein Freund vieler Worte, verstand er es umso besser, anderen Gehör zu schenken, wenn sie ihm Wesentliches zu sagen hatten. Daß er der geborene Verleger war, voller Ideen, aber auch mit der Fähigkeit begabt, verlegerische Möglichkeiten auf ihre praktische Durchführbarkeit zu beurteilen, versteht sich von selbst.“
Thomas Brezinka schreibt über Markus Stein, dieser sei „nicht nur Unternehmer, sondern auch Ästhet [gewesen], was sich zum Beispiel darin äußerte, daß er die musikalischen Ambitionen seines Sohnes unterstützte, Gründungsmitglied der Wiener Konzerthausgesellschaft war und sicherlich auf Initiative Erwins oftmals Geld für Arnold Schönberg spendete [...]. Ein Teil der geistigen Elite des Landes – vor allem Wirtschafts- und Rechtswissenschaftler – ging im Haus [Stein] aus und ein.“